# Geografia da Argélia
A Argélia está localizada no Norte da África, entre Marrocos e Tunísia, com litoral no mar Mediterrâneo.

## Fronteiras

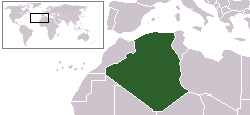
Localização da Argélia.

A Argélia faz fronteira com Marrocos (1 559 km), Mali (1 376 km), Líbia (982 km), Tunísia (965 km), Níger (956 km), Mauritânia (463 km) e Saara Ocidental (42 km). Na área costeira faz fronteira com o mar Mediterrâneo.
Pontos extremos
- Norte: Cabo Bougaroûn, província de Skikda 37° 05′ N, 6° 28′ L
- Este: fronteira com a Líbia e o Níger, província de Tamanghasset
- Sul: ponto sem nome na fronteira com o Mali, província de Adrar
- Oeste: n/d

## Topografia
A maior parte da área costeira da Argélia é acidentada, por vezes mesmo montanhosa, e há poucos bons portos. A área imediatamente a sul da costa, conhecida como Tel, é fértil.
Mais para sul situam-se a cordilheira do Atlas e o deserto do Saara.
A maior parte do relevo é formada por planalto elevado e deserto; algumas montanhas; uma planície costeira estreita e descontínua.
- Maior altitude: Tahat 3.003 m
- Menor altitude: Chott Melrhir -40 m

## Hidrografia
- Águas territoriais : 12 milhas náuticas
- Zona de pesca exclusiva : 32 - 52 milhas náuticas

## Clima
O clima da Argélia é predominantemente árido a semiárido, exceto na costa, onde é suave. Os invernos nas áreas montanhosas podem ser rigorosos. Nas zonas costeiras, os invernos são suaves e úmidos, com verões quentes e secos.  No planalto, o clima é mais seco, com invernos frios e verões quentes. O siroco - vento quente, carregado de areia e poeira - é especialmente comum no verão.

## Meio ambiente
Riscos naturais:

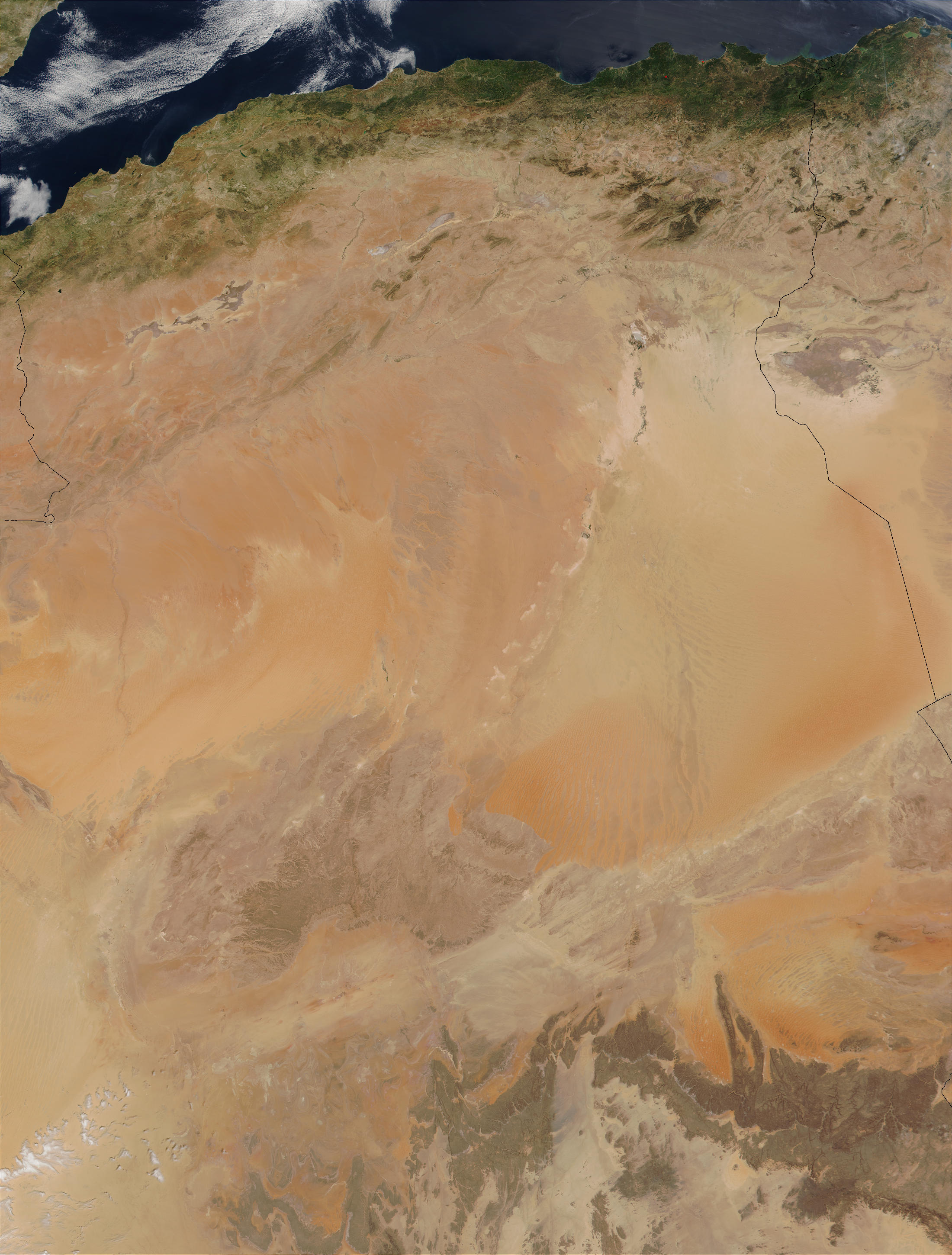
A Argélia vista do espaço.

- Zonas montanhosas sujeitas a sismos severos;
- Deslizamentos de terra e inundações na estação das chuvas;

Riscos decorrentes da ação antrópica:
- Erosão dos solos devida à sobrepastagem e outras práticas agrícolas deficientes;
- Despejos de esgotos não tratados, de resíduos da refinação de petróleo e de outros efluentes industriais estão a levar à poluição dos rios e das zonas costeiras; o mar Mediterrâneo, em particular, está a receber poluição proveniente de resíduos petrolíferos, erosão dos solos e arrastamento de fertilizantes;
- Fornecimento inadequado de água potável

A Argélia participa de acordos internacionais referentes a:
- - Biodiversidade
  - Mudanças climáticas
  - Desertificação
  - Espécies ameaçadas
  - Modificação Ambiental
  - Resíduos perigosos
  - Lei do Mar
  - Protecção da camada de ozono
  - Poluição provocada por navios
  - Zonas húmidas

## Principais cidades
Argel, Oran e Constantina são as principais cidades.

## Outros dados
- Zona de pesca exclusiva : 32 - 52 milhas náuticas